# Ocean Springs
Ocean Springs – miasto w Stanach Zjednoczonych, w stanie Missisipi, w hrabstwie Jackson.